# Hemithea undifera
Hemithea undifera là một loài bướm đêm trong họ Geometridae.